# لوکاس اکوستا (بازیکن فوتبال، زاده ۱۹۹۵)
لوکاس اکوستا (انگلیسی: Lucas Acosta؛ زادهٔ ۱۲ مارس ۱۹۹۵) بازیکن فوتبال اهل آرژانتین است.